# 81街-自然歷史博物館車站
81街-自然歷史博物館車站（英語：81st Street–Museum of Natural History station）是紐約地鐵IND第八大道線的一個慢車地鐵站，設有C線（任何時候停站（深夜除外））、A線（僅深夜停站）與B線（僅平日停站）列車服務。

## 車站結構
| G  | 街道     | 出入口                                                                                     |
| B1 | 北行快車 | ← 不停靠                                                                                   |
| B1 | 北行慢車 | ← 平日往貝德福德公園林蔭路或145街 (86街) ← 往168街 (86街) ← 深夜時往英伍德-207街 (86街)    |
| B1 | 側式月台 |                                                                                            |
| B1 | 夾層     | 閘機、車站詢問處、MetroCard自動售票機, 進入美國自然史博物館                                |
| B2 | 南行快車 | → 不停靠 →                                                                                 |
| B2 | 南行慢車 | → 平日往布萊頓海灘 (72街) → → 往尤克利德大道 (72街) → → 深夜時往遠洛克威-莫特大道 (72街) → |
| B2 | 側式月台 |                                                                                            |

此車站於1932年9月10日啟用，設有兩個側式月台和四條軌道。路線的這一段，慢車軌道重疊起來，上城在下城的上面，而快車軌道以及月台亦分別在東面和西面以相同方式疊起。此站位於中央公園西和81街交界，而不是主要跨城街道79街，以容納美國自然歷史博物館，填滿了大部分過去稱為曼哈頓廣場的空間。79街橫過路橫穿中央公園，在此處離開公園。
此站以南的快慢車軌道之間為儲車軌/閒置軌道，上下兩層皆然。兩端軌道都匯入至快車軌道，亦設有轉轍器連往慢車軌道。
此站於1998－2000年間翻新，與在地球與太空羅斯中心興建新的海登天文館配合。更換地板、安裝新燈光、升級票務處、重新鋪上牆壁和樓梯的瓷磚。翻新期間亦進行了結構改善工程。

## 外部連結
- nycsubway.org—81st Street — Museum of Natural History (8th Avenue)
- nycsubway.org—"For Want of a Nail" Artwork (MTA Arts for Transit) (1999)
- Station Reporter — B Train
- Station Reporter — C Train
- The Subway Nut—81st Street – Museum of Natural History Pictures
- MTA's Arts For Transit—81st Street – Museum of Natural History (IND Eighth Avenue Line)
- Corner of 81st Street and Central Park West subway entrance from Google Maps Street View
- Central Park West subway entrance in front of the American Museum of Natural History from Google Maps Street View
- Platform from Google Maps Street View